# بول برغ
بول برغ (بالإنجليزية: Paul Berg) (من مواليد 30 يونيو 1926)، كيميائي حيوي وأستاذ فخري في جامعة ستانفورد. حصل على جائزة نوبل في الكيمياء عام 1980، إلى جانب ولتر غيلبرت وفردريك سانغر. وقد أقرت الجائزة بمساهماتهم في البحوث الأساسية التي تشمل الأحماض النووية. تلقى برغ تعليمه الجامعي في جامعة ولاية بنسلفانيا، حيث تخصص في الكيمياء الحيوية. حصل على الدكتوراه في الكيمياء الحيوية من جامعة كيس ويسترن ريسرف عام 1952. عمل برغ كأستاذ في كلية الطب بجامعة واشنطن وكلية الطب بجامعة ستانفورد، بالإضافة إلى عمله كمدير لمركز بيكمان للطب الجزيئي والوراثي. بالإضافة إلى جائزة نوبل، مُنح بيرغ الوسام الوطني للعلوم في عام 1983 وميدالية الطب التابعة للمكتبة الوطنية في عام 1986. انضم برغ لعضوية مجلس رعاة نشرة العلماء الذريين.

## أولى سنوات حياته وتعليمه
ولد برغ في بروكلين، نيويورك، لزوجان يهوديان روسيان مهاجران، سارة برودسكي، ربة منزل، وهاري برغ، صانع ملابس. تخرج برغ من مدرسة أبراهام لينكولن الثانوية في عام 1943، وحصل على درجة البكالوريوس في الكيمياء الحيوية من جامعة ولاية بنسلفانيا عام 1948 ودكتوراه في الكيمياء الحيوية من جامعة كيس ويسترن ريسرف عام 1952. وهو عضو في أخوية بيتا سيغما رو (المسماة الآن ببيتا سيغما بيتا).

## أبحاثه ومهنته

### المناصب الأكاديمية
بعد إكمال دراساته العليا، أمضى برغ عامين (1952-1954) كباحث ما بعد الدكتوراه في جمعية السرطان الأمريكية، وعمل في معهد علم وظائف الأعضاء في كوبنهاغن، الدنمارك وكلية الطب بجامعة واشنطن، وقضى وقتًا إضافيًا في عام 1954 للعمل كباحث في قسم أبحاث السرطان مع قسم علم الأحياء الدقيقة في كلية الطب بجامعة واشنطن. عمل برغ مع آرثر كورنبرغ، أثناء وجوده في جامعة واشنطن. عُين برغ أيضًا كزميل باحث في كلار هول، كامبريدج. عمل أستاذًا في كلية الطب بجامعة واشنطن من عام 1955 حتى عام 1959. بعد عام 1959، انتقل برغ للعمل في جامعة ستانفورد، حيث درس الكيمياء الحيوية من عام 1959 حتى عام 2000 وعمل كمدير لمركز بيكمان للطب الجزيئي والجيني من عام 1985 حتى عام 2000. تقاعد في عام 2000 من جميع وظائفه الإدارية والتدريسية، واستمر في نشاطه في مجال البحث.

### اهتماماته البحثية
تضمنت دراسات برغ  للدراسات العليا استخدام متتبعات النظائر المشعة لدراسة الاستقلاب المتوسط. وقد أدى ذلك إلى فهم كيفية تحويل المواد الغذائية إلى مواد خلوية، من خلال استخدام ذرات كربون نظائرية أو ذرات نيتروجين ثقيلة. تُعرف ورقة دكتوراه بول برغ الآن باسم تحويل حمض الفورميك والفورمالديهايد والميثانول إلى حالات مخفضة بالكامل من مجموعات الميثيل في الميثيونين. كما كان من أوائل من أثبتوا أن للعوامل المساعدة لحمض الفوليك وبي 12 أدوار في العمليات المذكورة.
يمكن القول إن برغ هو الأكثر شهرة لعمله الرائد الذي ينطوي على الربط الجيني للحمض النووي معاد التركيب. كان برغ أول عالم ينشئ جزيء يحتوي على الحمض النووي الريبوزي منقوص الأكسجين من نوعين مختلفين عن طريق إدخال الحمض النووي الريبوزي منقوص الأكسجين من نوع آخر في الجزيء. كانت تقنية الربط الجيني هذه خطوة أساسية في تطوير الهندسة الوراثية الحديثة. بعد تطوير التقنية، استخدمها برغ لدراساته عن الكروموسومات الفيروسية.
يعمل برغ حاليًا كأستاذ فخري في ستانفورد. اعتبارًا من عام 2000، توقف عن إجراء أبحاث، للتركيز على بعض الاهتمامات الأخرى، بما في ذلك المشاركة في السياسة العامة للمسائل الطبية الحيوية التي تنطوي على الحمض النووي معاد التركيب والخلايا الجذعية الجنينية ونشر كتاب عن عالم الوراثة بمساعدة جورج بيدل.

## روابط خارجية
- بول برغ على موقع الموسوعة البريطانية (الإنجليزية)
- بول برغ على موقع مونزينجر (الألمانية)
- بول برغ على موقع إن إن دي بي (الإنجليزية)